# François Darras (photographe)
François Darras, né François Vincent Marie Dumontet le 22 décembre 1951 à Paris et décédé le 25 décembre 2017 à Nanterre, est un photographe français.

## Biographie
François Darras est né le 22 décembre 1951 à Paris, fils de l'acteur et metteur en scène de théâtre Jean-Pierre Darras et Catherine Bauche. Il se consacre très vite à la photographie avec passion et, après des stages chez Jean-Loup Sieff puis chez Jean-Daniel Lorieux, devient assistant chez Jean-Pierre Leloir. 
En 1969, il se libère de ses obligations militaires comme photographe pour la revue des armées TAM Il couvre le festival d'Avignon en 1970 pour le Théâtre national populaire (TNP) et en 1972 pour la Comédie-Française. En 1972, il participe à une exposition collective appelée 6 photographes et le théâtre au théâtre de l'Odéon, aux côtés de Martine Franck, Roger Pic, Thérèse Le Prat, Agnès Varda et Nicolas Treatt. En 1974, c’est à la FNAC Châtelet qu’il expose Théâtre et comédiens.
De plateaux de cinéma en scènes de théâtre, François Darras photographie les comédiens. Il travaille pour les théâtres parisiens, pour la Comédie Française de 1971 à 1980, collabore au journal Première et participe à une vingtaine de films comme photographe de plateau avec entre autres : Yves Boisset, Claude Chabrol, Christopher Franck, Pierre Richard, Claude Sautet, et Francis Veber.
Parallèlement de 1980 à 1990, François Darras est reporter photographe pour la Poste, puis travaille pour d’importantes entreprises en tant que portraitiste. C’est en janvier 1988 qu’il se tourne vers les coulisses du théâtre et entreprend un reportage sur les « Loges d’acteurs » qui deviendra un livre et une exposition présentée dans les galeries FNAC de France et de Belgique durant deux ans puis dans différents théâtres et MJC de province.
Poursuivant les prises de vues de théâtres et autres portraits de comédiens jusqu'aux années 2000, l'apparition de la photographie numérique met fin progressivement à son activité de photographe. Il devient alors un personnage de la vie montmartroise. 
Il meurt le 25 décembre 2017 à Nanterre, dans les Hauts-de-Seine, laissant derrière lui un témoignage remarquable des théâtres parisiens et du cinéma français des années 1970 à 2000.

## Livres de photographies publiés
- Loges d'acteurs, Paris, Plein cadre, 1991, 111 p. (ISBN 2-9505984-0-4)[8].